# Leila Denmark
Leila Alice Denmark, née Daughtry le 1er février 1898 à Portal, en Géorgie, et morte le 1er avril 2012, est une pédiatre américaine, basée à Atlanta.
Elle est la pédiatre la plus âgée connue dans le monde jusqu'à sa retraite en mai 2001, à l'âge de 103 ans. Elle atteint l'âge de 114 ans, ce qui fait d'elle une supercentenaire.
Elle est une femme pionnière en médecine et recherche médicale, et une personnalité reconnue parmi la communauté des pédiatres. Elle est créditée en tant que codéveloppeuse du vaccin contre la coqueluche. Elle commence à traiter les enfants en 1928.

## Formation
Leila Alice Daughtry est la troisième des douze enfants de Elerbee et Alice Cornelia Daughtry. Elle étudie d'abord pour être enseignante puis décide d'entrer à l'école de médecine alors que son fiancé John Eustace Denmark (1899-1990) est envoyé en mission à Java par le Département d'État des États-Unis, sans qu'elle puisse l'accompagner. 
Daughtry est la seule diplômée femme de la promotion de 1928 de l'université de médecine de Géorgie, la troisième femme de l'histoire de l'université.
Elle se marie à John Eustace Denmark le 11 juin 1928 et reçoit son diplôme peu après. Ils ont une fille, prénommée Mary.

## Carrière médicale
Denmark prend une résidence au Grady Memorial Hospital à Atlanta. Elle est le premier médecin lors de l'ouverture de l'hôpital pédiatrique Henrietta Egleston situé sur le campus de l'université Emory. Elle développe également une pratique privée, à son domicile. 
Denmark consacre une part substantielle de son activité à la charité, via l'église presbytérienne. Elle mène des recherches dans les années 1930, particulièrement de 1933 à 1944, sur le diagnostic, le traitement et la vaccination de la coqueluche, alors souvent fatale pour les enfants. Denmark est créditée comme co-développeuse du vaccin contre la coqueluche, avec le soutien de Eli Lilly and Company et l'université d'Emory,. Elle se voit décerner à ce titre le prix Fisher en 1935.
Denmark affiche ses opinions sur l'éducation des enfants dans un livre Every Child Should Have a Chance (1971). Elle est un des premiers médecins à dénoncer la nocivité des cigarettes et de certains médicaments pour les enfants et les femmes enceintes. Elle estime que le fait de boire du lait de vache est nuisible. Elle recommande de manger des fruits frais, plutôt que du jus de fruits, et de ne boire que de l'eau[source secondaire souhaitée]. 

## Fin de vie
Denmark poursuit son activité jusqu'à un âge exceptionnel. Lors de son 103e anniversaire, en 2001, elle explique qu'elle ne mange plus d'aliments avec du sucre ajouté depuis  70 ans[réf. souhaitée]. 
En 2002, elle écrit un deuxième livre, avec Madia Bowman, intitulé Dr Denmark Said It! Advice for Mothers from America's Most Experienced Pediatrician. Elle prend sa retraite en 2002, en raison d'une vue devenue trop faible.
Denmark vit de manière autonome à Alpharetta jusqu'à ses 106 ans. Elle s'installe alors à Athènes avec sa fille, Mary Hutcherson. Elle meurt en 2012, à 114 ans et 2 mois.